# Oxypoda strandi
Oxypoda strandi är en skalbaggsart som beskrevs av Otto Scheerpeltz 1957. Oxypoda strandi ingår i släktet Oxypoda, och familjen kortvingar. Arten är reproducerande i Sverige.